# فرودگاه وانگری
فرودگاه وانگری  (به انگلیسی: Whangarei Airport)  یک فرودگاه همگانی  با کد یاتا WRE است که یک باند فرود آسفالت دارد و طول باند آن ۱۰۹۷ متر است. این فرودگاه در  کشور نیوزلند قرار دارد و در ارتفاع ۴۰٫۵ متری از سطح دریا واقع شده است.

## شرکت‌های هواپیمایی و مقصدهای پروازی

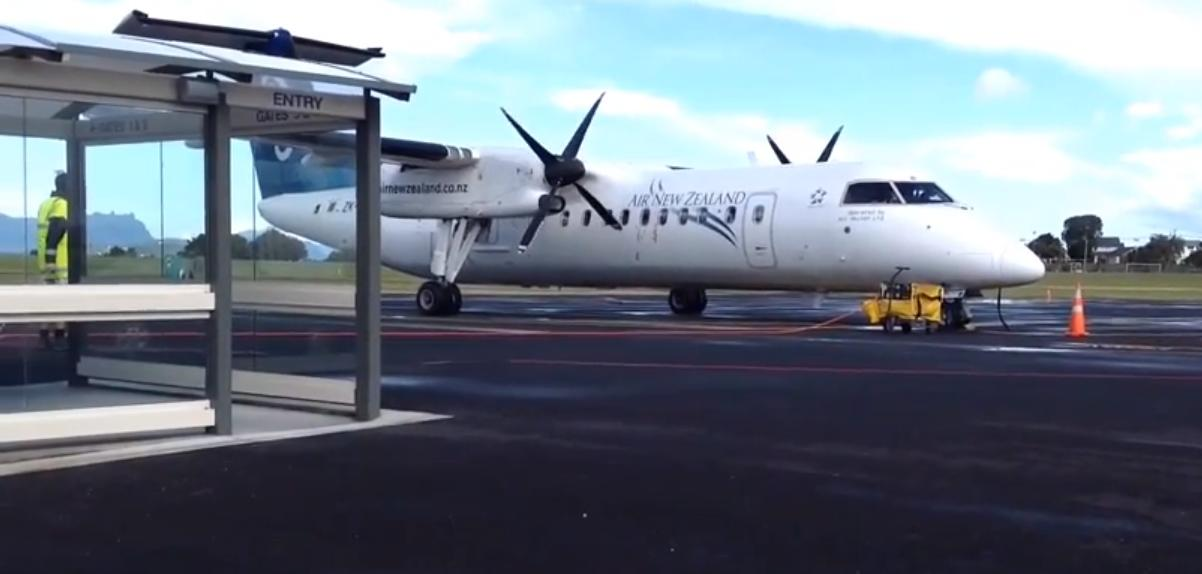
An ایر نلسون Q300 arriving at Whangarei Airport

| شرکت‌های هواپیمایی                    | مقصدهای پروازی                       |
| ------------------------------------ | ------------------------------------ |
| ایر نیوزلند لینک اجرا توسط ایر نلسون | اوکلند                               |
| سان‌ایر                               | گریت بریر، همیلتون، تائورانگا، رتروا |